# Alex Graham
Alexander Steel Graham, dit Alex Graham (1917-1991) est un auteur de bande dessinée britannique, surtout connu pour avoir créé en 1963 le comic strip Fred Basset, qu'il a animé jusqu'à son décès.